# Slaget vid Perire
Slaget vid Perire var ett slag mellan forna Egypten under farao Merneptah och en koalition av libyska stammar och sjöfolk under stamhövdingen Meryay år 1208 f.Kr. Egyptierna vann en avgörande seger och slaget var det första av många mellan sjöfolken och egyptiska riket.

## Bakgrund
Under slutet av 1200-talet f.Kr. drabbades de libyska stammarna av svält vilket fick dem att enas under en hövding vid namn Meryay; av okänd anledning bestämde de sig därefter för att invadera Egypten. Möjliga anledningar till detta tros vara att de antingen ville erövra Egypten eller att de ville skapa sitt eget rike vid den bördiga Nilen. De libyska stammarna hade blivit förmögna genom kontrollen över handelsvägarna från Centralafrika till Mellanöstern och de hade därmed råd att anlita ytterligare krigare från sjöfolken som under perioden livnärde sig på räder och sjöröveri i Medelhavet. Förstärkta av dessa begav sig libyerna sedan av mot Egypten. Deras första erövring skall ha varit en oas, belägen väster om egyptiska riket, sannolikt Siwaoasen, och därefter fortsatte de in i själva Egypten. Ungefär samtidigt verkar södra Egypten ha drabbats av en större nubisk räd vilket har tytts som att libyerna och nubierna kanske var allierade, detta är dock oklart och den nubiska räden verkar inte ha lett till vidare anfall. Vid staden Perire, som sannolikt låg vid Nildeltat, mötte libyerna slutligen den egyptiska armén.

## Slaget
Vad som hände under själva slaget är i stort okänt men enligt inskriptioner i Karnak-templet skall de egyptiska bågskyttarna ha regnat pilar över libyerna och sjöfolket i sex timmar innan de egyptiska stridsvagnarna slutligen sattes in i striden vilket fick fienden att fly. Inga detaljer beskriver vad det egyptiska infanteriets roll var under slaget, men då sjöfolkets infanteri sannolikt var bättre tränade och utrustade än det egyptiska infanteriet tros Merneptah endast ha använt dem för att hålla fienden på plats medan bågskyttarna skötte det egentliga dödandet. När libyerna och sjöfolket var tillräckligt försvagade av pilregnet, satte han antagligen in stridsvagnarna som dödsstöten.
Hur slaget än gick till gick egypterna segrande ur striden och de skall ha dräpt 6 000 fiender och tillfångatagit ytterligare 9 000.

## Efterspel
Meryay stupade i striden och utan hans ledarskap föll koalitionen samman och de libyska trupperna återvände hem. De sjöfolk som överlevde begav sig antagligen av för att finna anställning på annan plats eller för att återgå till pirataktiviteten i Medelhavet. De skulle komma att utgöra ett större hot under de kommande åren och tros ha bidragit till bronsålderskollapsen innan de slutligen besegrades av Egypten igen i slaget vid Djahy och slaget vid Deltat. 